# REDengine
REDengine – silnik gier stworzony przez CD Projekt RED. Został zaprojektowany do wykorzystania w nieliniowych komputerowych grach fabularnych tworzonych przez to studio.

## Rozwój i cechy
REDengine oraz późniejszy REDengine 2 to silniki dla platform 32- i 64-bitowych, ale wersja 3 i wyższe zostały zaprojektowane już wyłącznie dla platform 64-bitowych. Silnik po raz pierwszy został wykorzystany w grze Wiedźmin 2: Zabójcy królów dla systemu Microsoft Windows. Następna wersja z numerem dwa została użyta w rozszerzonej edycji gry Wiedźmin 2 i działała także na platformach Xbox 360, OS X oraz Linux, jednakże porty na te dwa systemy powstały przy użyciu warstwy kompatybilności eON. Najnowsza edycja działa również na konsolach PlayStation 4, Xbox One, Xbox Series X/S i PlayStation 5.
REDengine pozwala twórcom gier projektować złożoną, nieliniową fabułę, której poprzednie silniki nie były w stanie stworzyć inaczej niż poprzez zawężanie świata gry. Przed powstaniem REDengine twórcy gier cRPG musieli polegać na silnikach, które wymuszały kompromisowe podejście w trakcie rozwoju produkcji – możliwe było wykreowanie otwartego świata za cenę uproszczenia historii lub też zrobienie złożonej fabularnie produkcji, ale ograniczonej światem wirtualnym.
W roku 2023 przedsiębiorstwo zdecydowało się porzucić silnik na rzecz Unreal Engine 5. Producent tłumaczy to brakiem możliwości tworzenia kilku projektów na raz bez większych modyfikacji w silniku REDengine. Przejście na ww. silnik ma to umożliwić. 

## Wersje

### REDengine 2
Silnik ten wykorzystywał oprogramowanie Havok do symulacji fizycznych, Scaleform GFx do tworzenia interfejsu użytkownika oraz FMOD dla obsługi audio. Wykorzystano go w edycji rozszerzonej gry Wiedźmin 2 dla konsoli Xbox 360.

### REDengine 3
Wersja działa wyłącznie na 64-bitowych platformach sprzętowych, jej głównym celem jest tworzenie rozległych światów gier, takich jak w produkcjach Wiedźmin 3: Dziki Gon.
64-bitowa precyzja jest wykorzystywana w celu uzyskania wydajniejszych obliczeń, pozwalających uzyskać lepszą grafikę dzięki renderowaniu z użyciem szerokiego zakresu dynamicznego. Co więcej, wprowadzono ulepszenia w animacjach zarówno samych postaci, jak i twarzy. Efekty świetlne nie są już zależne od poziomu kontrastu. Silnik wspiera również efekty wolumetryczne pozwalające na generowanie realistycznie wyglądających chmur, pyłu, czy mgły, jak również pozostałych efektów cząsteczkowych. Możliwe jest stosowanie tekstur bardzo wysokiej rozdzielczości, dynamicznej fizyki oraz zaawansowanej mimiki.
REDengine zawiera elastyczny silnik renderujący, wykorzystujący technikę opóźnionego cieniowania (ang. deferred shading) oraz forward+. W efekcie można uzyskać duża gamę efektów kinowych, takich jak bokeh, głębia ostrości, stopniowanie koloru czy flara połączonych z wielopunktowym oświetleniem.
Powierzchnie w REDengine 3 wykorzystują teselację oraz różne warstwy materiałów, które mogą być ze sobą w prosty sposób mieszane.
W trzeciej wersji silnika wymieniono także część oprogramowania pośredniczącego. Zamieniono m.in. system audio z FMOD na Audiokinetic Wwise, silnik fizyczny (użyto PhysX zamiast Havoka) oraz dodano wsparcie dla Nvidia Hairworks.

### REDengine 4
Cyberpunk 2077 wykorzystuje najnowszą wersję silnika – REDengine 4. Oprogramowanie wspiera śledzenie promieni oraz funkcję Nvidia DLSS 2.0, a w wersji na Microsoft Windows jego jedynym graficznym API jest DirectX w wersji 12. Dodatkowo silnik zawiera system animacji twarzy stworzony przez przedsiębiorstwo Jali Research.

## Gry wykorzystujące silnik REDengine
| Tytuł                                          | Rok wydania | Platformy                                                                                 |
| REDengine 1                                    | REDengine 1 | REDengine 1                                                                               |
| ---------------------------------------------- | ----------- | ----------------------------------------------------------------------------------------- |
| Wiedźmin 2: Zabójcy królów                     | 2011        | Microsoft Windows, OS X                                                                   |
| REDengine 2                                    |             |                                                                                           |
| Wiedźmin 2: Zabójcy królów: Edycja rozszerzona | 2012        | Microsoft Windows, Xbox 360, OS X, Linux                                                  |
| REDengine 3                                    |             |                                                                                           |
| Wiedźmin 3: Dziki Gon                          | 2015        | Microsoft Windows, PlayStation 4, Xbox One, Nintendo Switch                               |
| REDengine 4                                    |             |                                                                                           |
| Cyberpunk 2077                                 | 2020        | Google Stadia, Microsoft Windows, Xbox One, Xbox Series X/S, PlayStation 4, PlayStation 5 |

## REDkit
Twórcy przygotowali środowisko o nazwie REDkit umożliwiające tworzenie własnych gier komputerowych za pomocą REDengine oraz modyfikacji do gier opartych na tym silniku. Do działania wymagane jest posiadanie zainstalowanej kopii gry Wiedźmin 2: Zabójcy królów.